# الألعاب الآسيوية للشاطئ 2010
النسخة الثانية من الألعاب الآسيوية للشاطئ سوف تقام في مسقط في عُمان من 8 ديسمبر إلى 16 ديسمبر 2010.

## الرياضة
| - كرة يد شاطئية (2) - Beach kabaddi ‏ (2) - Beach sepaktakraw ‏ (4) - كرة قدم شاطئية (1) - كرة طائرة شاطئية (2) | - Beach water polo ‏ (1) - Bodybuilding (6) - Jet ski ‏ (4) - Marathon swimming ‏ (4) - Sailing (6) | - Tent pegging ‏ (8) - Triathlon (2) - Waterskiing (6) - Woodball (4) |